# Doctor Who Magazine
Doctor Who Magazine, abrégé en DWM, est un magazine britannique consacré à la série télévisée de science fiction Doctor Who. Né en 1979, édité en langue anglaise et distribué principalement dans les pays anglophones, le magazine est toujours en cours de parution au Royaume-Uni.

## Historique
Officiellement reconnu par la BBC, le magazine démarre sous le nom de Doctor Who Weekly et est publié par Marvel UK. Le premier numéro est sorti le 11 octobre 1979 avec la date du 17 octobre 1979 au prix de 12 pences. En septembre 1980, le magazine devient mensuel à partir du numéro 44 et est renommé Doctor Who pour le prix de 30 pences. Le magazine devient The Doctor Who Magazine à partir du numéro 99 en avril 1985, puis simplement Doctor Who Magazine en décembre 1985. Le titre ne change plus à l'exception du numéro 397 où la couverture affiche les mots Bad Wolf après la retransmission de l'épisode Le Choix de Donna le 21 juin 2008. 
En dépit de la fin de la production de la série par la BBC en 1989, le magazine continue d'exister, diffusant de nouvelles aventures sous forme de bandes dessinées. Si à l'origine le titre était dirigé vers le public enfantin, le magazine est devenu plus mature et explore la création de la série. Sa longévité et sa relation privilégié avec la BBC en a longtemps fait une source d'informations exclusives et d'annonces officielles autour de la série. Toutefois, cette exclusivité disparait en 2006 lorsque la BBC lança son propre comics, Doctor Who Adventures. 
En 1995, à la suite du rachat du catalogue de Marvel UK, le magazine est publié par Panini Comics qui se lancent alors dans la réédition d'anciens numéros, ainsi que la publication d'anciens comic-books qui mettent en scène les précédentes incarnations du Docteur.
Le magazine fête ses 30 ans en octobre 2009 et devient, en avril 2010, après son numéro 420 comme étant dans le Guinness des records en tant que champion de la longévité concernant "un magazine consacré à une série télévisée."
En avril 2011, Panini Comics publie une version du magazine destiné au marché nord américain et intitulé Doctor Who Insider. Le magazine ne vécut que le temps de neuf numéros et d'un numéro spécial.

## Artistes
De nombreux artistes ont participé au magazine, venant de la bande dessinée et du comics, ou d'autres horizons : Alan Moore, Grant Morrison, Dave Gibbons, Rob Davis parmi d'autres.